# Trupanea notata
Trupanea notata är en tvåvingeart som beskrevs av Hardy och Drew 1996. Trupanea notata ingår i släktet Trupanea och familjen borrflugor. Inga underarter finns listade i Catalogue of Life.